# Абдуллах ибн Ибад
Абдулла́х ибн Иба́д аль-Мака́’иси аль-Мурри́ ат-Тами́ми (араб. عبد الله بن اباض المقاعسي المري التميمي‎, ум. в VII веке) — эпоним ибадитского течения в исламе, однако игравший второстепенную роль в становлении ибадитского движения.

## Биография
Абдуллах ибн Ибад происходил из рода Бану Мурра арабского племени Бану Тамим. Насчёт его имени существуют разногласия среди мусульманских историков: Абуль-Хусейн аль-Мальти в «ат-Танбих ва-р-Радд» называет его Ибад ибн ’Амр, автор книги «Ибанату-ль-манахидж» называет его Яхъя ибн Абдуллах ибн аль-Ибади (это может быть связано с тем, что у Абдуллаха ибн Ибада был верный товарищ по имени Абдуллах ибн Яхъя аль-Ибади), но большинство улемов едины на том, что его имя Абдуллах ибн Ибад.
Согласно аш-Шахрастани, Абдуллах ибн Ибад выступил против халифа Марвана ибн Мухаммада и умер в сражении с Абдуллахом ибн Мухаммадом ибн Атией при Табале (город в Хиджазе, совр. Саудовская Аравия). Но по мнению Али Яхъи Муаммара это является исторической ошибкой, ибо Абдуллах ибн Ибад был намного старше Джабира ибн Зайда аль-Азди, который был истинным вдохновителем ибадитов, и умер ещё при халифе Абдул-Малике ибн Марване.